# 부산광역시의 지질

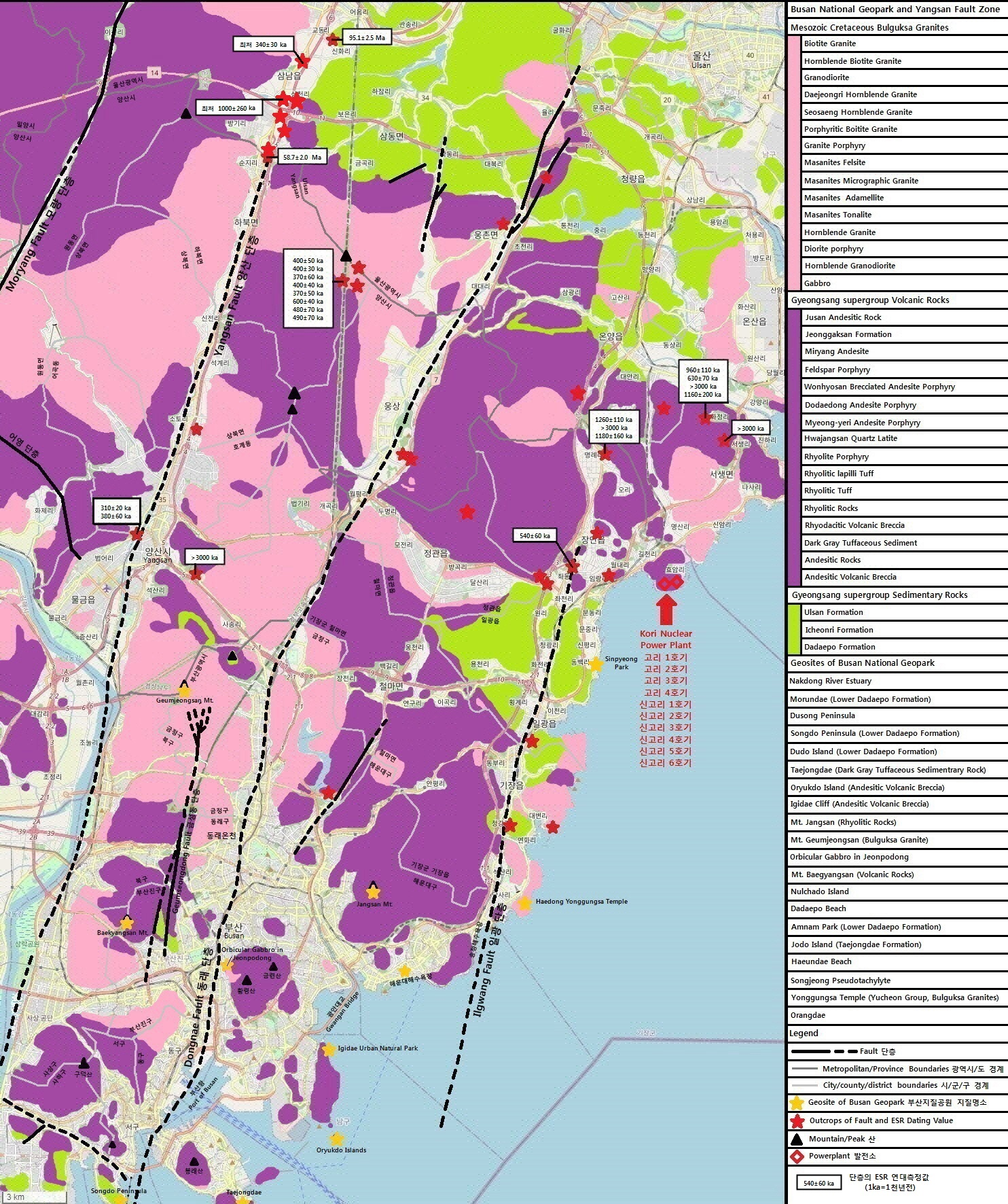
부산광역시의 지질

이 문서에서는 부산광역시의 지질 및 부산국가지질공원의 지질명소(몰운대, 두송반도, 송도반도 지질탐방로, 태종대, 오륙도, 이기대 도시자연공원, 장산, 금정산, 부산 전포동 구상반려암, 백양산)에 대해 설명한다.

## 개요
부산광역시는 중생대의 퇴적 분지 경상 분지의 남동쪽 끝에 위치해 있으며 거의 전 지역이 경상 누층군의 유천층군과 하양층군의 화산암 및 퇴적암 지층으로 구성되고 약간의 화강암이 있다. 경상 누층군은 화산암으로 구성된 경상 누층군 유천층군이 대다수를 차지하며 퇴적암인 이천리층과 다대포층이 각각 기장군 일광읍과 사하구 다대포·송도반도 지역에 소규모 분포한다. 1:5만 지질도폭 상으로, 
- 양산 지질도폭(1964) 남동부 (정관읍 북부, 장안읍 북부)[2]
- 방어진 지질도폭(1968) 남부 (장안읍 북동부)
- 동래·월내 지질도폭 (1978) 대부분 (정관읍 남부, 철마면, 일광읍, 기장읍, 금정구, 북구, 동래구, 연제구, 해운대구, 부산진구 북부)[3]
- 부산·가덕 지질도폭 (1983) 대부분 (가덕도, 강서구, 사상구 남부, 사하구, 서구, 중구, 남구, 동구, 부산진구 남부, 영도구)[4]

## 중생대경상 누층군퇴적암

### 이천리층과신평리 공룡발자국 화석산지

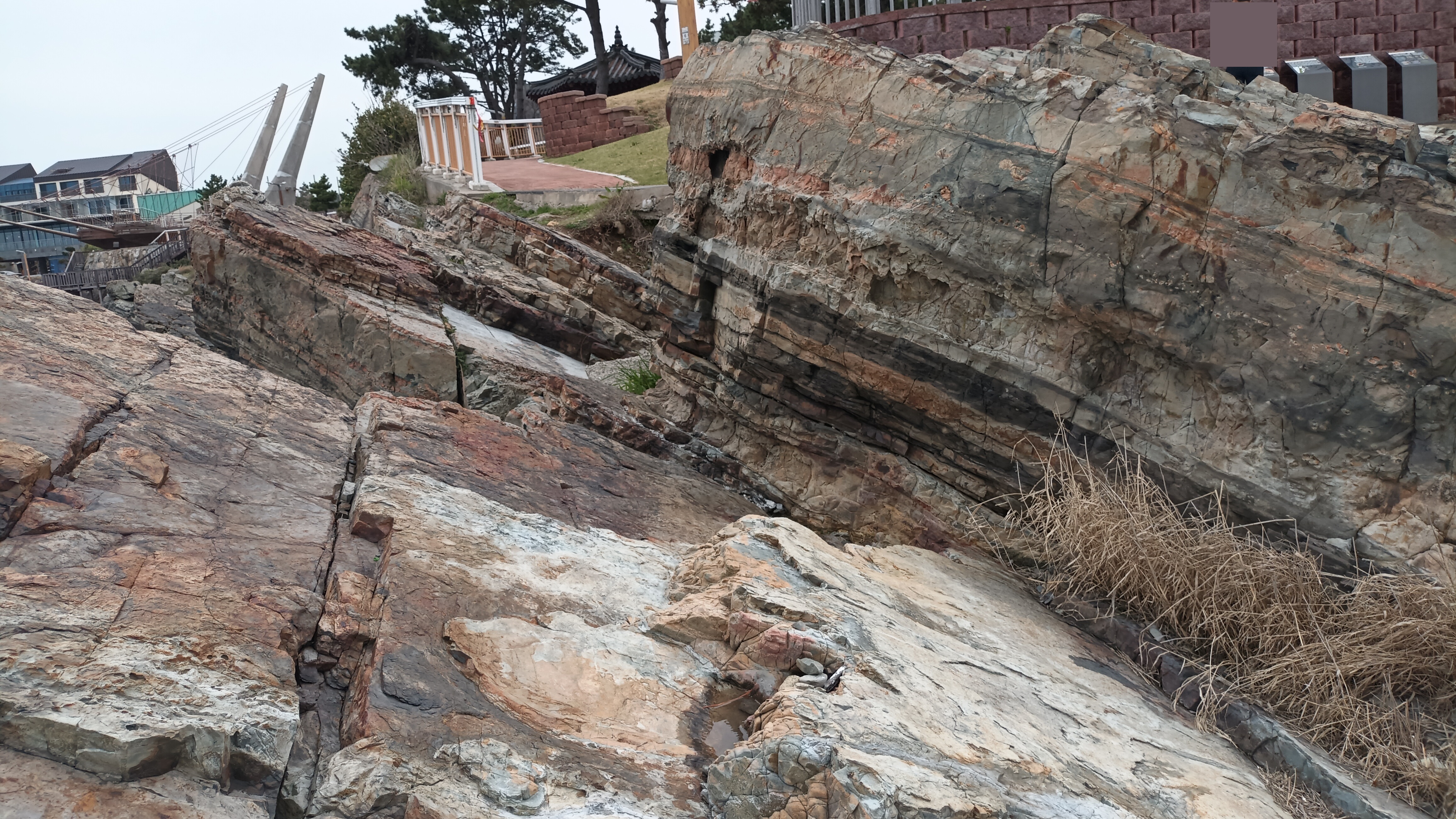
신평리 공룡발자국 화석산지의 이천리층

이천리층(Kic; Kyeongsang supergroup Icheonri formation, 伊川里層)은 기장군 일광읍의 거의 전 지역과, 기장읍 신천리, 청강리-연화리, 금정구 청룡동의 계명산(599.9 m) 산정부, 부산진구 초읍동의 금정봉(399.9 m) 주변, 초읍동-부암동-연지동 경계 산악 지역에 분포한다. 본 지층은 흑색 또는 암회색의 셰일로 구성되어 있으며 암회색 세립사암이 극히 소량 함유되어 있다. 이천리층의 분포로 보아 이천리층은 화성 활동이 있기 전에 더 넓은 지역에 분포하고 있었던 기저층으로 해석될 수도 있으나 이들이 안산암류의 관입으로 현재와 같은 잔류 분포를 가지게 된 것으로 설명하기는 어렵다. 이천리층은 일광읍에서 북동 30~45°의 주향과 북서 18~30°의 경사를 보이고, 냉정사 부근에서는 북서 4~32°의 주향과 남서 14~26°의 경사를 보이며 분포 지역에 따라 변화가 있다. 부산광역시 기장군 일광읍 신평리의 이천리층에는 신평리 공룡발자국 화석산지가 있다. 이곳에서 이천리층의 암석을 자세히 관찰할 수 있다.

### 다대포층

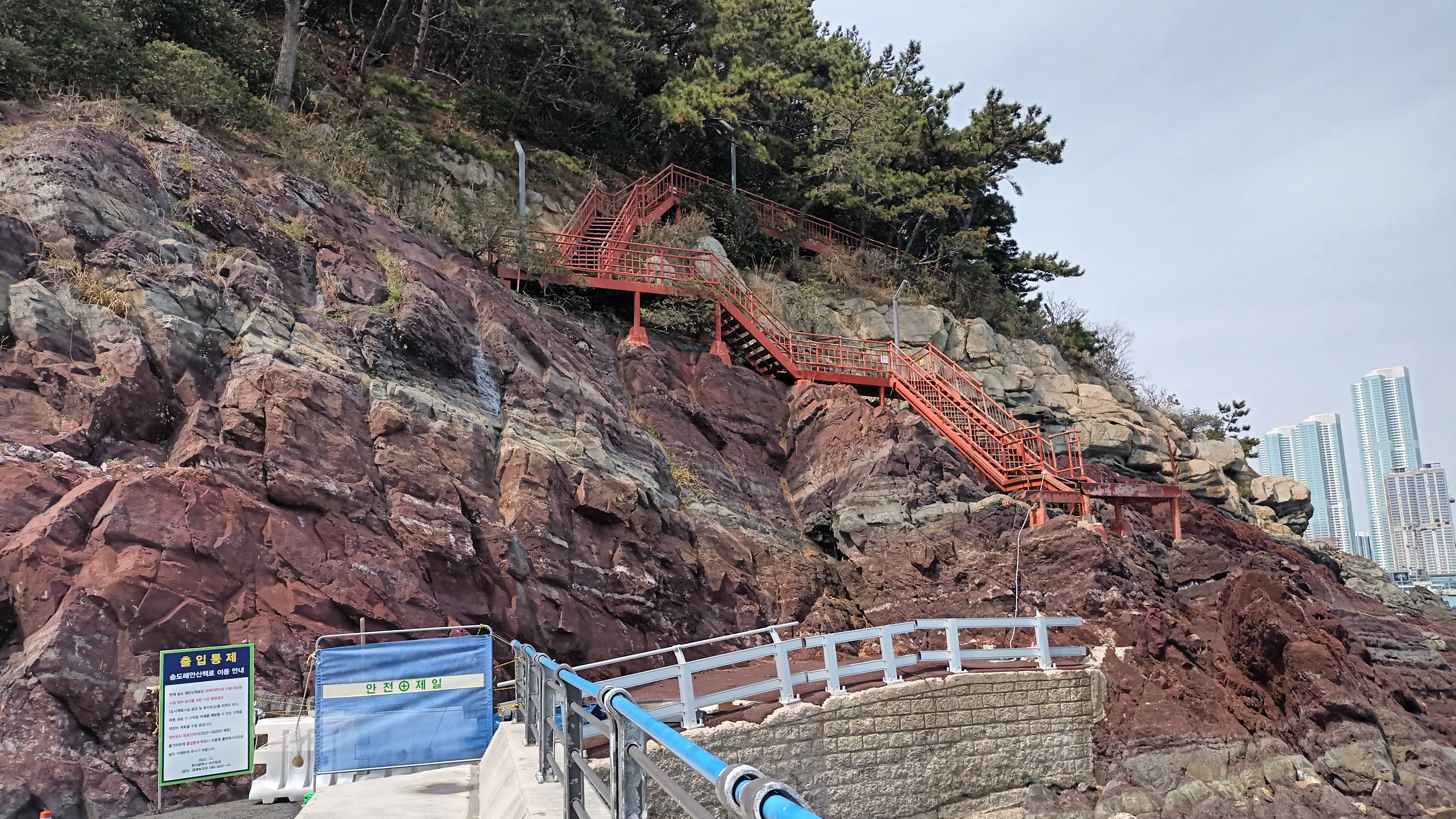
부산광역시 서구 암남동 송도반도 지질탐방로의 다대포층

다대포층(Dadaepo formation, 多大浦層)은 부산광역시 다대포 주변의 다대동, 장림동, 구평동, 암남동의 대부분 지역에 분포하는 지층이다. 이 지층이 퇴적된 평행사변형 모양의 다대포 분지는 유천층군의 화산 활동이 활발하였던 밀양 소분지 내에 독특하게 만들어진 소규모 퇴적 분지로서 분지의 동쪽과 서쪽은 각각 양산 단층과 동래 단층으로 규제되며 백악기 말 화산 활동이 활발했던 시기에 두 단층의 좌수향 주향 이동 운동과 관련된 북동-남서방향의 인장력에 의해 만들어진 당겨-열림형(pull-apart) 분지이다. 본 지층 상부에는 폭발적인 화산 활동의 산물인 안산암질 화산 각력암 및 안산암류가 대량으로 놓이는데 이로 보아 다대포층은 유천층군의 화산활동이 절정기에 이르기 직전에 정상적인 퇴적이 우세했던 시기 즉 유천층군 퇴적 초기에 퇴적된 것으로 보인다. 다대포층의 두께는 1,000 m 이상이다. 다대포층은 해안가에 분포하며 층리가 북쪽으로 경사져 있어 다대포층의 기반암은 남쪽 바닷가 일부 노두에서만 관찰된다. 다대포층 내에는 다양한 조성과 산상(중성 및 산성)을 가진 암맥과 암상이 관찰된다. 사하구 다대동 두송반도 일대 해안에 드러난 다대포층의 적색 세립사암 또는 사질이암에서는 공룡 알 화석이 산출된다. 부산광역시 서구 암남동 부산국가지질공원 송도반도 지질탐방로에서 다대포층을 관찰할 수 있다. 

## 경상 누층군유천층군 화산암

### 안산암질암
안산암질암(Andesitic Rocks, 安山巖質巖類)는 기장군에서 가장 넓은 면적을 차지하고 있다. 철마면의 거의 전 지역과 기장읍, 일광읍의 (남)서부 산악지역, 금정구 윤산(317.1 m) 주변, 해운대구 석대동 동부와 반여동 북서부, 연제구의 배산(256.4 m) 주변, 만덕동 산악 지역과 덕천동-화명동-만덕동 경계 지역, 초읍동-거제동-양정동 경계 산악 지역, 괴정동의 대부분 지역, 사하구 다대동 서부 지역과 장림동 남동부 봉화산 지역, 황령산(427 m) 주변 지역 등지에 분포한다. 
주산안산암질암에 대비되는 이 암석은 화산암 중에서 비교적 초기에 형성된 것이며 폭발적인 안산암질 화산각력암의 분출이 거의 끝나고 이루어져 대부분 안산암질 화산각력암의 상부에 놓인다. 이 안산암류도 안산암질 화산 각력암과 마찬가지로 이 지역 화강암류의 관입에 의한 심한 열변질을 받아 아주 견고하며 녹렴석(綠簾石), 녹니석, 방해석 등을 수반한다. 야외에서 외관상 녹색 계통의 색을 띤다. 본 암의 상위에 놓이는 석영안산암, 유문석영안산암과는 직접 접하기도 하나 암석 색깔의 특징은 이들의 구분에 가장 쉬운 기준이 된다. 그러나 곳에 따라 암녹색의 암석이 본 지층 하부에 놓이고 상부로 갈수록 암석 색깔이 점이적으로 변해 상위 지층과의 경계를 찿기 어려운 곳도 있다.
안산암질암류가 분포하는 기장군 기장읍 시랑리 655-5 (N 35°10'53.73", E 129°12'41.71")에는 화산 함몰 구조와 관련하여 만들어진 단층암인 슈도타킬라이트(Pseudotachylyte)가 나타난다. 슈도타킬라이트는 단층 운동으로 인한 고속마찰열로 용융된 물질이 굳어서 만들어진 단층암으로 국내에서는 드물게 보고되며 특히 화산활동과 관련된 것은 거의 보고되지 않은 매우 희귀한 지질 유산이다.

### 안산암질 화산각력암
유천층군 안산암질 화산각력암(Kanb; Kyeongsang supergroup sinra gruop andesitic volcanic breccia)은 부산시 내에서 구덕산(545.3 m)-승학산(497 m)-엄광산(504 m), 시약산-야미산 지역과 서대신동-부용동2가-부민동3가-아미동2가-괴정동-감천동 경계 지역-천마산(326.1 m), 동매산(210.5 m), 신평동-괴정동-구평동-감천동 경계 지역, 문현동-대연동-우암동-감만동-용당동-용호동 경계 지역과, 신선대 주변 지역 및 용호동의 대부분 지역, 횡령산 북쪽 동의대학교 부근, 해운대해수욕장 서측의 운대산 주변부와 동측의 와우산, 중동 지역, 강서구 생곡동-구랑동-녹산동 경계 지역의 봉화산(329.1 m) 주변에 분포하며 구덕산과 천마산, 신평동 지역의 분포 지역은 대체로 지형이 높고 험준하다. 신평동 지역에서 다대포층의 최상부 현무암질 안산암 위에 정합적으로 놓이고 그 외 지역에서는 심성암류에 의해 관입 당하여 그 하한을 관찰할 수 없다. 
안산암질 화산각력암은 (암)회색의 라필리 응회암이 대부분이며 파이로클라스틱 각력암과 응회암이 협재된다. 각력(角礫)의 종류는 주로 안산암이고 규장반암, 화강암, 퇴적암, 응회암 등도 관찰된다. 일반적으로 본 암은 괴상(塊狀; massive)이지만 신평동, 사하구 당리동, 남구 용호동과 오륙도 지역에서는 각력이 조립인 것과 세립인 것이 교호(交互)하면서 층상(層狀) 구조를 보인다. 본 지역 화산각력암의 분화구는 층상 구조의 발달 상태 그리고 분포 지역 등을 볼 때 한 곳이 아니라 다수였을 것이며 특히 부산시 일원의 분출구는 거대하였을 것으로 생각되고 분출 작용은 시간적 간격을 두고 수 회 계속되었을 것이다. 부산 해운대 동백도의 본 암석은 소위 용결응회암의 양상을 보이며 본 암석의 곳에 따라 발달되는 층상 구조는 다양하나 신평동에서는 다대포층과 주향, 경사가 비슷하며 용호동과 오륙도 지역은 남-북 주향에 수평층이며 당리동에서는 주향 북서 10°에 북동 20°로 경사한다.
안산암질 화산각력암
- 부산광역시 서구 암남동 송도 거북섬 (이하 동일)
- 오륙도―미약한 층상 구조를 보인다.
- 이기대 공원 산책로
- 안산암질 화산각력암에 나타나는 절리―격자 크기는 1×1m

### 응회질 퇴적암

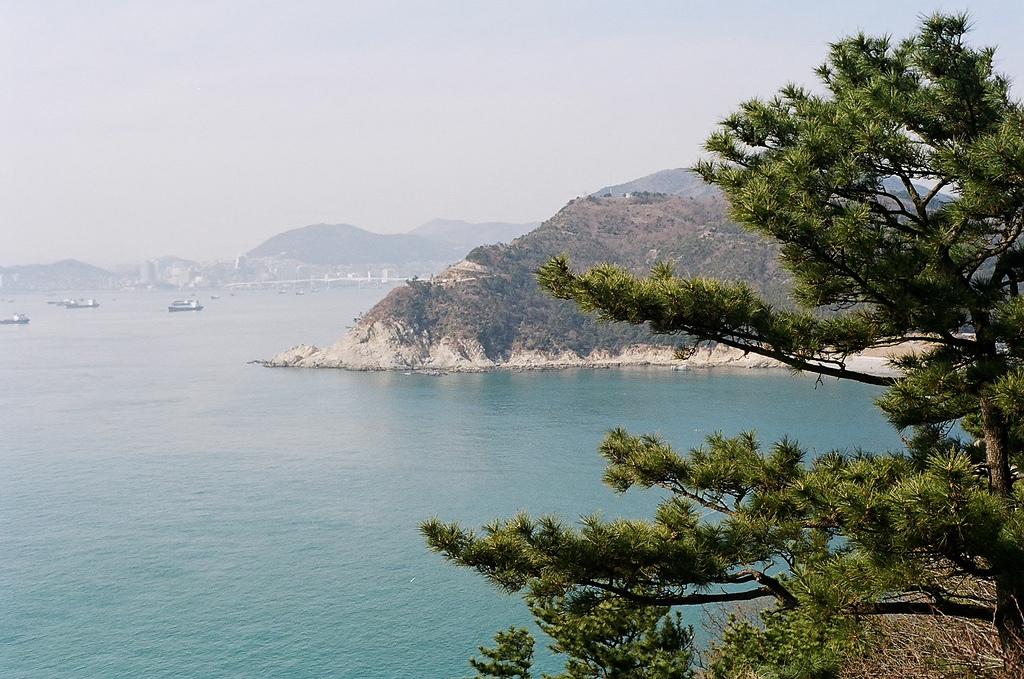
태종대의 퇴적암층의 모습. 유천층군 암회색 응회질 퇴적암(Kts)에 해당하는 지층이다.

유천층군 암회색 응회질 퇴적암(Kts; Kyeongsang supergroup yucheon group tuffic sedimentrary rock)은 남구 대연동 일대, 금련산과 광안동-대연동-남천동 경계 지역, 동대신동3가와 2가 일부 지역, 학장동과 엄궁동, 하단동 일부 지역과 서대신동3기-학장동 경계 지역 그리고 태종대에 조금 분포한다. 비교적 분포 범위가 넓은 대연동 일대의 본 암석은 안산암(Kan) 위에 놓이고 사상구 엄궁동에서는 안산암질 화산각력암(Kanb) 위에 놓인다. 이 암석은 암회색을 띠는 부분이 가장 많고 회색, 암녹색, 담회색을 띠는 사암과 이암으로 구성된다. 대연동 일부 지역을 제외하고는 열변질을 받아 대개 혼펠스로 산출된다. 특히 사상구 엄궁동에서는 바로 접촉하고 있는 화강암으로부터 열변질을 심하게 받아 탈색(脫色)화되어 담회색 혼펠스가 분포하고 있다. 본 암석에는 층리가 다대포층보다 더 잘 발달하는 편이나 층리의 주향과 경사는 다양하다. 이러한 점은 불연속적으로 분포하는 본 암석 퇴적시의 불규칙하고 다양한 환경 때문인 것으로 생각된다.

### 유문암질암류
유문암질암류(Rhyolitic Rocks, 流紋巖質巖類)는 수영구 민락동 진조말산과 옥련선원 동측 지역, 해운대구 재송동 남부와 우동의 벡스코역 북동부 그리고 봉대산(147.7 m) 서북서측 산악 지역에 소규모 분포하는 유문암이다. 야외에서 안산암을 덮고 있고 재송동 부근의 본 암석은 유문암질 응회암류를 관입한듯한 양상을 가지며 상위의 유문반암과 점이적인 접촉관계를 보이기도 한다.

### 래필리 응회암류
래필리 응회암류(lapilli tuff)은 장산 주변 지역인 좌동-송정동-내리 경계 산악 지역, 그리고 기장읍 내리에서 철마면 안평리 남부와 해운대구 반송동, 반여동의 주봉(273.7 m)을 지나 재송동 북서부까지 이어지는, 도넛 모양[環形]과 같은 분포 지역을 보인다. 이 외에 회동수원지 동측과 회동동 북동부, 오륜동-회동동-철마면 장전리 지역에 분포한다. 본 암은 화산 층서적(volcanostratigraphy)으로 보아 안산암을 덮고 있으며 유문반암에 의해 덮인다. 반송동-철마면 장전리 지역에서 본 암은 미문상 화강암, 화강섬록암, 규장암에 의해 관입당해 심하게 혼펠스화 되어 있다. 본 암 내에 함유되는 래필리 크기의 각력편(角礫片)의 구성암은 안산암, 유문암, 셰일의 혼펠스, 처트 등이다. 본 암은 안산암, 유문암 및 퇴적암의 편(片)을 함유하는 것으로 보아 경상 누층군과 안산암보다 나중에 형성된 암석이다.

### 원효산함각력안산반암
원효산함각력안산반암(Wonhyosan brecciated andesite porphyry, 元曉山含角礫安山斑巖)은 양산시 평산동의 원효산과 천성산(920.2 m)을 중심으로 양산시 상북면 석계리, 부산광역시 기장군 장안읍 장안리와 기룡리, 용소리, 삼각산(468.6 m), 양산시 용당동과 삼호동, 울주군 온양읍 운화리 경계에 위치한 대운산(742.6 m) 일대에 분포하는 암석이다. 이 암석은 주산안산암질암의 분출 후 주산안산암질암을 덮으며 불국사 화강암에 관입당했다. 대운산 부근에서 이 암석의 두께는 650 m 이상으로 추정된다. 기장군 장안읍 장안리에는 본 암석 분포지에 장안사계곡이 발달하며 안산암, 안산암질 화산각력암, 반상 안산암, 치밀안산암, 데사이트 등의 다양한 암석들로 구성되고 대부분 반상(斑狀) 조직을 보인다.

### 유문암질 응회암류
유문암질 응회암류(Krt, 流紋巖質凝灰巖)는 백양산 부근의 산정 주변부 및 해운대구 우동의 장산 1, 2터널 주변에 분포한다. 화산 층서적으로 보아 어느 곳이든 안산암(Kan)의 위에 놓이며 장산 부근에서는 안산암의 상위, 유문반암(Krp)의 하위에, 백양산 부근에서는 역시 안산암 위에 놓인다. 본 암은 주로 세립질 용결(熔結) 응회암, 세립질 응회암 및 입도(粒度)가 다양한 응회질 사암 등으로 구성되는데 이들도 지역에 따라 조금씩 다르다. 장산 부근에서는 흑색 내지 암회색의 유문암질 용결 응회암으로 구성되며 백양산에서는 유문암질 용결 응회암과 응회암질 사암으로 구성된다. 유문암질 용결 응회암은 유문암류(流) 혹은 래필리 응회암층 상위에 놓이며 그 위에 다양한 입도를 보이는 응회암질 사암층이 놓인다.

### 유문반암
유문반암(Krp; Kyeongsang supergroup sila gruop rhyolite, 流紋斑巖)은 장산(634 m)과 구곡산(433.6 m) 일대에 원형으로 분포하며 또한 기장군 장안읍 반룡리와 월내리, 고리원자력발전소 일대에 분포한다. 장산 일대에서 래필리 응회암(Klt), 유문암(Krs) 및 유문암질 응회암류(Krt)를 덮고 있으며 고리-월내리 지역에서 안산암질암류의 조면안산암(Kan)을 덮고 있다. 본 암은 지역에 따른 암상의 변화는 거의 없으며 색깔에 있어서 신선한 표면은 암회색 바탕에 하얀색 장석 반정(斑晶)이 점 무늬를 이루며 녹색 석영안산암의 각력(角礫)을 다분히 함유하고 있다. 본 암석의 구성 암석은 대개 균질하나 장산 동측 계곡의 폭포사(瀑布寺) 뒤편에서 본 암 내에 층리가 비교적 잘 관찰되는 유문암질 응회암 및 래필리 응회암의 호층(互層)으로 이루어지는 응회암층이 발견되는데 이 응회암층의 하부에는 백색 내지 담회황색의 처트 덩어리가 함유된다. 현미경 하에서 본 암석은 반상(斑狀) 조직을 보이며 반정(斑晶)으로는 석영, 정장석, 사장석 및 소량의 각섬석 등이 나타난다.

### 유문석영안산암질 화산각력암
유문석영안산암질 화산각력암(Krb; Kyeongsang supergroup rhyolite-quartz-andesitic volcanic breccia)은 영도구 저지대에 주로 분포하며 그리고 해운대구 중동 일부 지역(동백중학교 주변), 강서구 생곡동 저지대 지역, 강서구 지사동의 풍사산(227.3 m) 남동 500 m 산릉 지역 그리고 보배산(479.2 m) 산정 지역에 조금 분포한다. 영도 지역에서는 암회색 응회질 퇴적암(Kts) 상위에 놓이며 암회색을 띠며 해운대구 중동과 강서구 생곡동에서는 안산암질 화산각력암(Kanb)을 덮고, 지사동에서는 유문석영안산암(Krda)에 포획되며 (담)회색을 띤다. 현미경 하에서 안산암, 유문석영안산암, 안산암질 응회암 등으로 구성된다.

### 유문석영안산암
유문석영안산암(Krda; Kyeongsang supergroup rhyolite-quartz-andesite)은 강서구 지사동의 거의 전 지역과 지사동 주변 지역과의 경계 산악 지역에 분포한다. 본 암은 안산암질 화산각력암(Kanb) 및 유문석영안산암질 화산각력암(Krb)을 관입하며 암회색 내지 회색을 띤다. 강서구 미음동-김해시 장유동-응달동 경계 지역에 위치한 옥녀봉(362.5 m) 동쪽의 흑운모 화강암(Kbgr) 및 보배산 남쪽 각섬석 화강섬록암(Khgdi)과의 접촉부에서 이들의 관입시 열수 변질작용으로 인해 탈색화되어 연회색으로 변하기도 하고 풍화를 많이 받은 노두에서는 백색을 띤다.

### 가덕도
가덕도의 지질은 안산암, 안산암질 화성쇄설암, 유문암, 유문암질 용결응회암, 응회각력암과 이들 화산암류를 관입한 각섬석화강섬록암으로 구성된다. 가덕도 지역의 화산암류와 심성암류는 경희토류 원소가 부화되어 있어 섭입대에서 맨틀의 부분 용융에 의해 만들어진 조산대 안산안질 마그마에서 기원한 것으로 분석된다.

### 영도 구상혼펠스
1985년 대한지질학회의 김형식 외(1985)에 의해 부산광역시 영도구 지역의 응회질 퇴적암과 유문석영안산암질응회암에서 구상(球狀)암석이 발견되었으며 이는 한국에서 4번째로 발견된 구상암이다. 모암은 셰일 또는 응회질암이 접촉변성작용으로 혼펠스화되어 있다. 본 구상암의 노두는 영도구 동삼동, 고길산 남측 해안선, 태종대 남측 해안선에 드러나 있다.

## 중생대불국사 화강암
금정산과 수정산(314.7 m), 백양터널 남서부의 삼각봉(454 m)을 중심으로 분포하는 중생대의 관입암류는 신라층군(유천층군)의 화산암류가 관입 또는 분출한 후 화강섬록암질의 마그마에서 분화되어 생성된 것으로 생각된다. 본 암류의 대부분은 안산암(Kan)을 관입하였다. 불국사 화강암류와 마산암류(馬山巖類, Masanite)로 구분되는데 마산암류가 더 나중의 암석이다.

### 금정산
금정산은 약 7-6천만 년 전 백악기~고제3기에 지하 깊은 곳에 만들어진 화강암질 마그마가 식어 굳어진 화강암이 융기하여 만들어진 산으로, 다양한 화강암 풍화지형과 역사 유적지가 분포한다. 금정산 화강암은 석영과 정장석이 많이 포함되어 있는 것이 특징이며, 먼 옛날엔 지하 8~10 km의 땅속에 묻혀 있었다. 지하에서 식어 굳어진 이 화강암은 약 6~7천만 년 전 경상 분지의 퇴적암과 화산암 속으로 뚫고 들어와서 굳어진 것이며, 그 후 화강암을 덮고 있던 퇴적암(금정봉 일대)과 화산암(범어사 북쪽)이 침식되어 없어지며 화강암이 지표에 드러나게 되었다. 금정산 화강암체는 화강섬록암, 흑운모 화강암, 토날라이트, 아다멜라이트 및 미문상화강암으로 구성된다.
금정산의 화강암
- 금정산
- 금정산성
- 서쪽 성벽
- 금샘
- 금샘
- 금샘
- 금정산 벼락 맞기 전 고당봉 모습
- 금정산 벼락 맞은 뒤 모습

### 섬록반암
불국사 화강암류 섬록반암(diorite porphyry)은 기장군 장안읍 좌천리 국도 제31호선의 임랑교차로 부근에서 이천리층을 암주상(巖柱狀)으로 관입하여 소규모 분포하는 세립질 암석이다.

### 화강섬록암
불국사 화강암류 화강섬록암(granitic diorite)은 만덕고개 정상부와 그 동쪽 주변 일대(온천동 남서부, 사직동), 철마면 임기리, 기장읍 남동부 석산리, 시랑리, 남부 연화리 지역에 분포한다. 본 암은 인접한 안산암(Kan), 이천리층(Kic), 래필리 응회암(Klt)과 관입 접촉을 하고 있다. 구성 광물은 주로 석영, 사장석, 정장석, 흑운모, 등이고 부 구성 성분은 각섬암, 녹니석, 자철석, 자류철석(磁硫鐵石), 인회석 등이 나타난다.

### 각섬석 화강암
불국사 화강암류 각섬석 화강암(hornblende granite)은 북구 금곡동-금정산-청룡동을 잇는 지역에 가장 넓게 분포하고 화명동 저지대에 조금 분포한다. 더 북쪽의 양산 지역에서는 안산암, 이천리층, 유문암질 응회암류를 관입하였고 흑운모 화강암과는 점이적이며 금곡동, 화명동 동부에서 마산암류 아다멜라이트(Kada)에 의해 관입당했다. 주요 구성 광물은 석영, 정장석, 사장석, 각섬석, 흑운모 등이며 부 구성 광물은 인회석, 저어콘, 녹니석, 백운모, 자철석 등이 있다.

### 흑운모 화강암
불국사 화강암류 흑운모 화강암(biotite granite)은 금정구 노포동 저지대, 노포동-두구동-남산동-선동-구서동 경계 지역과, 부산진구 당감동-개금동-사상구 주례동-감전동-괘법동-덕포동 경계 산악 지역에 분포한다. 각섬석 화강암(Khgr)과 화강섬록암(Kgid)의 바깥 연변(緣邊)부에 나타나 있어 불국사 화강암의 최종 분화암체라는 것을 지시해 준다. 본 암은 석영, 정장석, 사장석, 미사장석, 흑운모 등으로 구성되고 녹니석, 견운모, 저어콘, 인회석 등이 수반 광물로서 나타난다.

### 반려암과부산 전포동 구상반려암
불국사 관입암류 반려암(gabbro)은 부산진구 전포동 동측 산기슭에 암주상으로 소규모 분포하는 반려암으로 유천층군 안산암질 화산각력암(Kanb)과 안산암(Kan)을 관입하고 있다. 본 암석은 분포 범위에 비해 암상이 다양하다. 현미경 하에서 주로 사장석, 휘석, 각섬암 등으로 구성되며 흑운모, 녹렴석, 자철석, 녹니석 등이 함유된다. 수반 광물 중 녹렴석은 사장석에서, 자철석은 휘석이 투(透)각섬석으로 교대될 때 유래된 변질물로 보인다.
대한민국의 천연기념물 제267호로 지정된 부산 전포동 구상반려암이 바로 이 암석 분포 지역에 위치한다. 구상반려암 지질명소는 부산의 중심부에 위치한 황령산의 서편 전포동 일대에 위치하고 있다. 지하에서 마그마가 서서히 냉각되어 만들어지는 심성암에서는 등립질, 중립질, 세립질 조직이 나타나는 것이 보편적이다. 그러나 구상반려암에서는 암석 중의 광물들이 어떤 점(핵)을 중심으로 동심원상의 구를 이루면서 분포하는 구상조직이 나타난다. 구상구조가 나타나는 반려암의 분포면적은 약 0.14 km2에 달하며, 이는 구상반려암뿐만 아니라 모든 구상암 중에서도 세계적인 규모에 속한다. 아울러 도심지 한가운데에 위치한 특수성을 지닌 구상반려암은 지금까지 아시아에서 유일하게 보고되고 있어 연구가치가 매우 높은 부산국가지질공원의 으뜸 명소이다. 이 반려암은 분포지인 전포동 서편 부산 지하철 1호선 및 2호선의 시추공들에서 출현하지 않는 것으로 보아 전포동 서측을 지나가는 동래 단층에 의해 그 분포가 규제되는 것으로 보인다.
부산 전포동 구상반려암

### 각섬석 화강섬록암
각섬석 화강섬록암(hornblende granitic diorite)은 남구 감만동과 용당동, 수영구 광안동 수영터널 주변, 그리고 강서구 화전동-송정동-녹산동-구랑동 경계 지역에 분포한다. 이 암석은 유천층군의 화산암류를 관입하고 있으며 이들에 심한 열변질을 주었다. 남구 감만동 지역에 분포하는 이 암석의 화학 성분표는 다음과 같다.
| 성분 | SiO2  | TiO2 | Al2O3 | Fe2O3 | FeO  | MnO  | MgO  | CaO  | Na2O | K2O  |
| ---- | ----- | ---- | ----- | ----- | ---- | ---- | ---- | ---- | ---- | ---- |
| H-1  | 65.32 | 0.18 | 18.50 | 2.17  | 0.13 | 0.10 | 1.63 | 3.49 | 3.07 | 4.01 |
| H-2  | 68.08 | 0.20 | 17.00 | 1.82  | 0.44 | 0.09 | 1.14 | 3.05 | 3.50 | 3.60 |

### 토날라이트
마산암류 토날라이트(tonalite)는 금정산성 일대, 원효봉-의상봉 서쪽 지역과 금정산성 동문 주변 지역에서 아다멜라이트 암석(Kada) 중에 소규모로 나타난다. 아다멜라이트와 매우 선명한 접촉 관계를 보이는데, 아다멜라이트의 세맥(細脈)들이 불규칙하게 토날라이트를 관입해 있으며 아다멜라이트 세맥(細脈)의 중간 중간에는 고구마 모양의 아다멜라이트가 발달해 있다. 본 암은 세립질이고 침상(針狀)의 각섬석 또는 흑운모를 함유하고 있다. 현미경 하에서 주로 사장석, 석영, 각섬석 등으로 구성되고 녹니석, 흑운모, 티탄철석, 자철석 및 저어콘 등이 나타난다.

### 아다멜라이트
마산암류 아다멜라이트(adamellite)는 금정산 남동부 금정산성을 중심으로 화명동 동부, 금성동, 청룡동 남부, 남산동, 구서동, 장전동, 온천동 북서부에 이르는 지역에 넓게 분포한다. 인접한 안산암, 화강섬록암, 각섬석 화강암을 관입하고 있으며 주로 석영, 정장석, 사장석, 흑운모 등으로 구성되고 백운모, 녹니석, 각섬석, 자철석, 적철석 및 저어콘 등이 나타난다. 본 암은 북동 50°방향의 압쇄대(壓碎帶)가 발달해 있기도 하며 산성 부근에서는 특징적인 주상절리를 보여 주기도 한다. 금정산 서쪽 화명동의 대천천 계곡 아다멜라이트에는 판상 절리, 암괴류, 포트홀과 같은 하천 침식 지형이 관찰된다.

### 미문상 화강암
마산암류 미문상 화강암(Micrographic granite, 微文狀 花崗巖)은 노포동-두구동 경계 지역, 금정구 두구동-선동-철마면 장전리-금정구 오륜동-부곡동-구서동 경계 지역과, 백양산 서쪽 사상구 괘법동-모라동-북구 구포동 지역에 분포한다. 안산암과 유문암질 화산암류 및 흑운모 화강암을 관입하고 있다. 현미경 하에서 관찰하면 특징적인 미문상 조직(micrographic texture)이 발달해 있으며 이 미문상 조직은 알칼리 장석의 바탕에 석영이 상형 문자 또는 국화 꽃무늬같이 함유되어 있다. 이외에 백운모, 흑운모, 사장석, 자철석 및  저어콘 등이 수반 광물로서 발달한다.

### 규장암
마산암류 규장암(felsic rock, 珪長巖)은 만덕대로 북부의 덕천동-만덕동 저산(低山) 지역 그리고 해운대구 반송동-철마면 고촌리 지역(반송중학교, 윗반송역 북동쪽, 고촌역 남쪽, 거남길공원 부근)에 소규모 분포하고 있다. 안산암(Kan), 유문암질 응회암류(Klt) 및 각섬석, 미문석 화강암(Khgr, Kmgr)을 관입하고 있으며 미문상 화강암과는 점이적인 관계를 가진다. 반송동 부근에서 본 암석은 미문상 화강암의 연변부에 산출되는 것과 동시에 규장암의 본 암체로부터 분리되어 북동-남서 방향의 규장암맥(脈)을 형성하기도 한다.

## 부산국가지질공원
부산국가지질공원(환경부 고시 제2013-152호)은 낙동강 하구(천연기념물 제179호)를 비롯한 해안가에 위치한 몰운대, 두송반도, 송도반도, 두도, 오륙도, 이기대 그리고 산지에 위치한 장산, 금정산, 구상반려암(천연기념물 제267호), 백양산의 총 12개의 지질명소로 구성되어 있다. 부산국가지질공원 보고서에 의하면 12개 지질명소에 총 122점의 지질․지형유산이 분포하고 있다. 각 명소별로 낙동강 하구 6점, 몰운대 14점, 두송반도 11점, 송도반도 14점, 두도 9점, 태종대 18점, 오륙도 6점, 이기대 13점, 장산 8점, 금정산 13점, 구상반려암 1점, 백양산 7점의 지질, 지형유산이 분포하고 있으며 낙동강 하구, 송도반도, 태종대, 오륙도, 이기대, 금정산에 이들 지질유산들을 연결하는 지오트레일 코스가 있다.

### 몰운대
부산 사하구 남단의 해안가에 위치한 몰운대 지질명소는 지질학적으로 백악기 말 양산 단층과 동래 단층 사이에서 만들어진 다대포분지의 남서부에 해당된다. 이곳에 안개와 구름이 끼는 날에는 섬이보이지 않는다 하여, 구름 속에 빠진 곳(몰운대)이라는 이름이 유래하게 되었다. 몰운대 지질명소에는 다대포분지의 충전물인 역암, 사암, 실트암, 이암 등의 다대포층 퇴적층과 안산암, 데사이트, 유문암 등의 화성암류, 그리고 제4기 단구퇴적층 등의 다양한 암종이 분포하고 있어, 뛰어난 지질 다양성을 나타낸다.
몰운대의 다대포층
- 북위 35° 02′ 15.8″ 동경 128° 58′ 13.1″ / 북위 35.037722°  동경 128.970306°
- 북위 35° 02′ 15.7″ 동경 128° 58′ 12.9″ / 북위 35.037694°  동경 128.970250°
- 북위 35° 02′ 16.2″ 동경 128° 58′ 12.6″ / 북위 35.037833°  동경 128.970167°

### 태종대

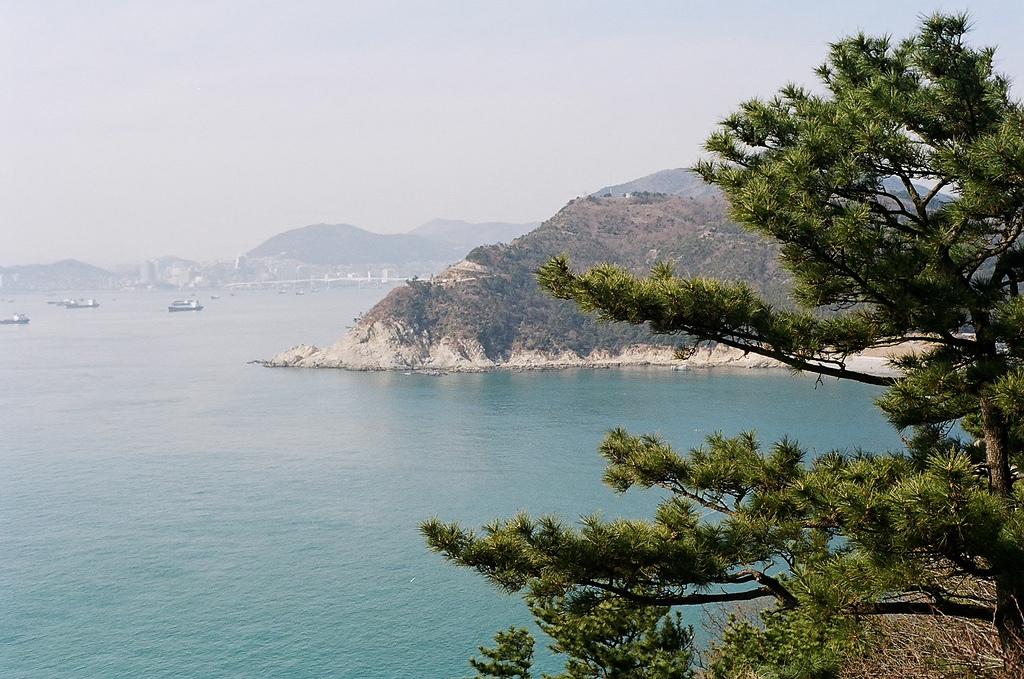
태종대의 유천층군 암회색 응회질 퇴적암

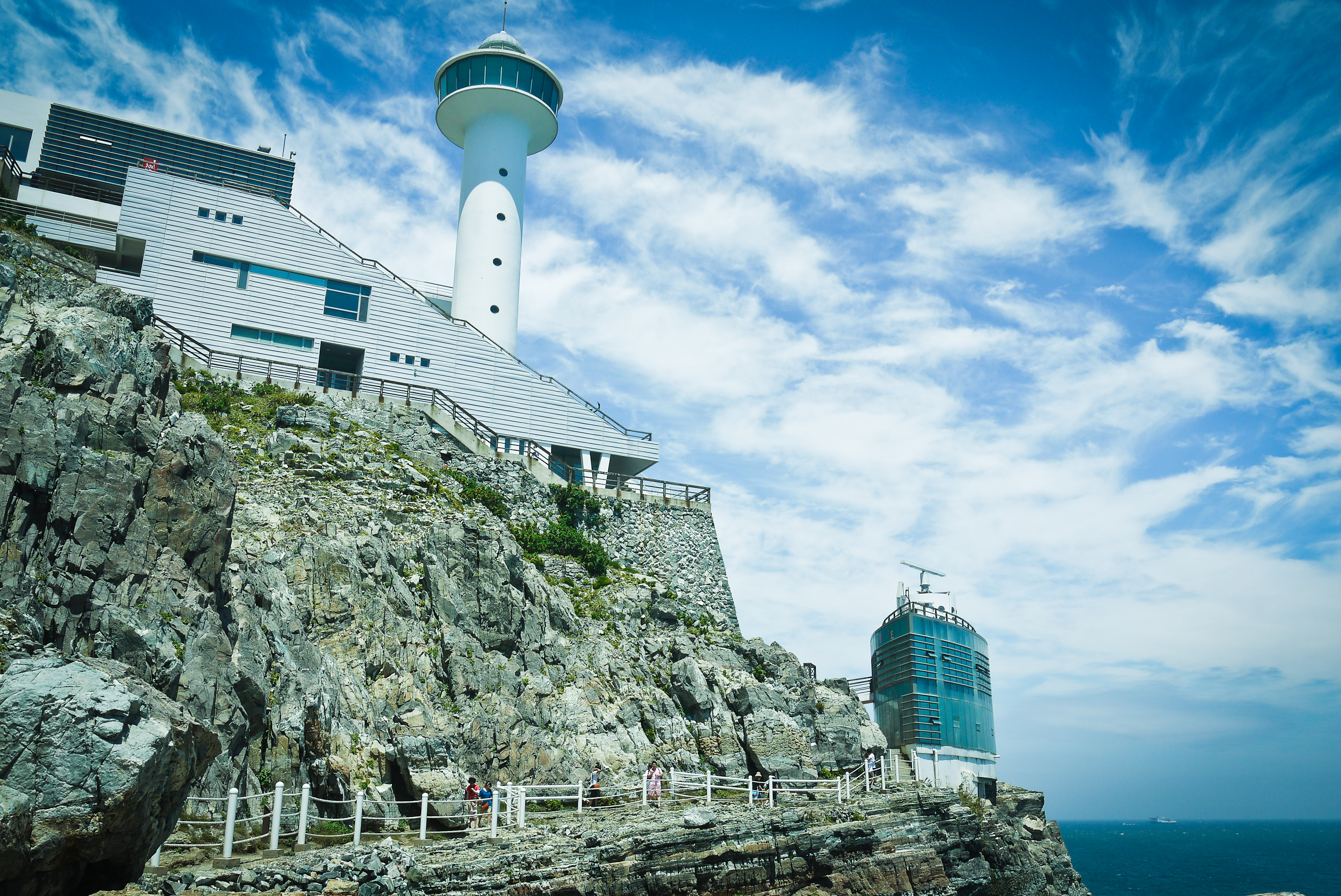

영도 남동쪽 끝 지역의 태종대는 중생대 백악기에 형성된 퇴적암층인 유천층군 암회색 응회질 퇴적암(Kts; Kyeongsang supergroup yucheon group tuffic sedimentrary rock)으로 구성되어 있어, 태종대에서 동삼동 해안까지 층리가 선명하게 드러난 퇴적암 지층을 볼 수 있다. 이곳에는 해안 침식에 의한 해식동굴, 파식대, 해식애 등을 볼 수 있으며 공룡 발자국 화석 또한 존재한다. 공룡 발자국은 신선바위 주변에 집중적으로 분포되어 있는데, 1999년 10월 부산대학교 지질학과 김항묵 교수 팀에 의해 초식 공룡 발자국 90여 개가 발견되었고, 2006년 초에는 부산 지역 대학의 공동 조사단에 의해 21~49 cm 길이에 70~80 cm 보폭으로 10 cm 정도 깊이 파여 있는 발자국들이 발견되어 모두 155개의 공룡 발자국이 분포하고 있는 것으로 밝혀졌다. 특히 신선바위로 가는 벼랑의 오솔길에서 12개의 발자국들을 볼 수 있다. 학자들은 이 일대 공룡 발자국 화석을 7천만~6500만 년 전, 중생대 백악기 말에 살았던 오리부리공룡의 것으로 추정하고 있다. 특히 경남 고성군에서 발견된 공룡 발자국보다 1천만년 뒤의 것으로 한반도에서는 가장 후기의 공룡 발자국이라고 한다. 그래서 조사단은 탐사 범위를 넓히면 공룡 알과 뼈 화석을 발굴할 가능성이 매우 높을 것으로 짐작하고 있다. 태종대 해안 지층이 쌓인 기간은 정확히 알 수 없는데 이는 태종대 해안 밑까지 지질 탐사를 정확히 한 적이 없고 위에 쌓인 지층이 심하게 훼손되었기 때문이다. 단지 2~3천만년 동안 쌓인 것으로 추정할 뿐이다,

### 이기대 도시자연공원
이기대 도시자연공원은 약 8~7천만 년 전 유천층군 화산활동의 결과물인 안산암질의 화산암류 안산암질 화산각력암(Kanb)와 응회질퇴적암이 넓게 분포하고 있어, 한반도 남동부의 백악기 말 화산활동사를 연구하는 데 중요한 지역이다. 이기대 전역에 폭넓게 분포하는 유천층군 화산암류는 안산암질 화산각력암, 응회각력암, 응회암 그리고 용암류 등의 다양한 화산암들로 이루어져 있다.

### 오륙도

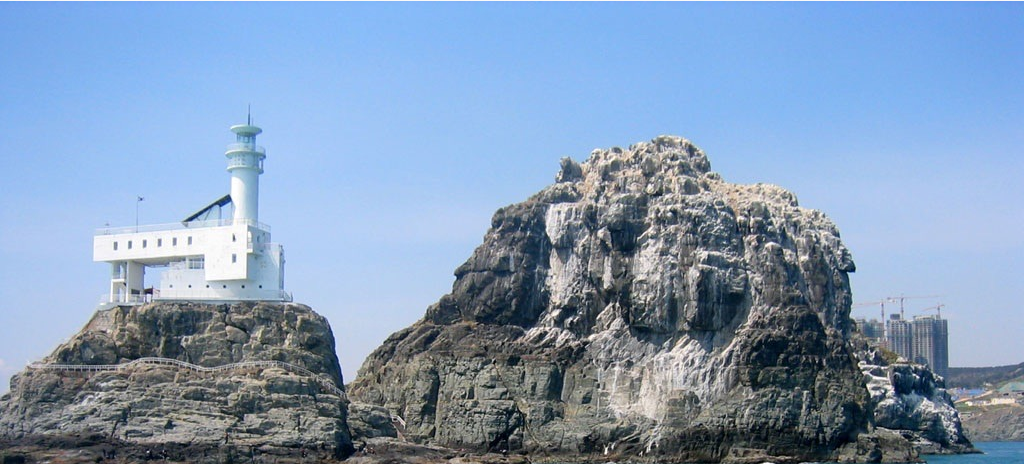
오륙도는 지질학적으로 중생대 백악기 말의 경상 누층군 유천층군 안산암질 화산암류복합체 안산암질 화산각력암으로 구성되어 있다.

오륙도는 1972년 6월 26일 부산기념물 제22호로 지정됐다가 2007년 10월 1일 국가지정문화재 명승 제24호로 지정되었다. 오륙도는 육지에서 가까운 곳으로부터 차례로 우삭도(방패섬과 솔섬으로 나뉨), 수리섬, 송곳섬, 굴섬, 등대섬 등으로 불리는 5개의 섬으로 구성되어 있다. 오륙도는 약 7~8천만 년 전에 유천층군 화산활동에 의한 안산각력암, 안산암류, 안산암질 응회암과 응회질 퇴적암이 퇴적되어 만들어졌으며, 오륙도 상부에 있던 약 6 km 두께의 화산 분출암 및 퇴적암은 오랜 기간 동안 삭박(削剝) 작용에 의해서 제거된 알려져 있다. 이 섬들은 약 12만 년 전에는 하나의 산 능선으로 일직선상에 연결되어 있었으나, 오랜 세월에 걸쳐 암석 내에 발달한 균열대를 따라 파도의 침식작용으로 산 능선은 여러 덩어리로 분리되게 되었고 3회의 융기운동으로 돌계단, 즉 파식대지로 된 돌섬들로 분리된 것이다. 파식작용은 곳곳에 해식동굴을 형성하고 파식대지(해안단구)를 형성하게 되었는데, 이러한 과정이 수없이 반복되면서 현재의 오륙도의 모습이 갖춰진 것으로 보인다. 등대지기가 있는 등대섬을 제외하면 모두가 무인도이다.

### 다대포 분지와 두송반도
다대포 분지는 유천층군의 화산 활동이 활발하였던 밀양 소분지 내에 양산 단층과 동래 단층의 운동에 의해 만들어진 소규모의 인리형(pull-apart) 퇴적 분지이며, 다대포층이 이 분지를 구성하고 있다. 다대포 분지의 동쪽과 서쪽은 각각 양산 단층과 동래 단층으로 규제되어 분지를 구성하는 다대포층은 대체로 평행사변형 꼴로 분포한다. 행정 구역 상으로 부산광역시 남서부에 해당되는 곳으로 북부에는 승학산, 구덕산, 천마산, 동매산 등의 상대적으로 높은 산지가 분포하며, 남부는 북부에 비해 저지대로 동쪽에서부터 송도반도, 두송반도 그리고 장림반도가 남북 방향으로 거의 평행하게 배열되어 있다. 이곳의 지질은 하위로부터 분지 기반암에 해당하는 화산암류, 분지의 주 충전물인 다대포층, 이를 피복 및 관입하는 유천층군 화산암류 그리고 후기 암맥/암상들로 구성된다. 다대포층의 퇴적시기를 결정하기 위해 다대포층 기저의 데사이트와 상부를 피복하는 현무암질 안산암의 시료를 채취하여 40Ar/39Ar 연대측정을 실시한 결과, 다대포 분지 내 다대포층의 퇴적 시작 시점은 지연대학(地年代學) 측면에서 불확실하나 약 9400만 년 전 이후이며 6900만 년 전 직전까지 퇴적된 것으로 판단된다.
두송반도 지질명소는 부산광역시 사하구 다대동 두송반도의 서편 해안에 위치하며 이곳의 지질은 데사이트질 화산암류를 기저로 하여 역암, 적색 이암과 사암, 이회암 등이 교호하는 하부 다대포층과 이를 관입하는 안산암질 관입암으로 구성된다. 이곳의 다대포층에는 안산암질 암상, 고지진성 구조, 쇄설성 암맥, 캘크리트 복합층, 퇴적동시성 정단층, 분지 기반암과의 부정합 등의 과학적 가치가 높은 지질노두들이 분포한다.
두송반도 지질명소의 다대포층
- 자색과 백색이 교호하는 다대포층의 대규모 노두
북위 35° 03′ 38.7″ 동경 128° 59′ 09.4″ / 북위 35.060750°  동경 128.985944°
- 다대포층의 정단층
북위 35° 03′ 33.7″ 동경 128° 59′ 21.2″ / 북위 35.059361°  동경 128.989222°
- 상부의 석회질 고토양층과 하부의 자색이암/백색사암 교호대
북위 35° 03′ 30.7″ 동경 128° 59′ 13.4″ / 북위 35.058528°  동경 128.987056°
- 북위 35° 03′ 30.5″ 동경 128° 59′ 13.7″ / 북위 35.058472°  동경 128.987139°
- 북위 35° 03′ 29.8″ 동경 128° 59′ 16.0″ / 북위 35.058278°  동경 128.987778°

### 송도반도
송도반도-암남공원-두도 지질명소의 다대포층
- 암남공원 남서쪽
북위 35° 03′ 20.4″ 동경 129° 00′ 45.9″ / 북위 35.055667°  동경 129.012750°
- 두도의 다대포층
북위 35° 03′ 43.2″ 동경 129° 01′ 16.8″ / 북위 35.062000°  동경 129.021333°
- 송도반도 지질탐방로
북위 35° 03′ 52.2″ 동경 129° 01′ 13.3″ / 북위 35.064500°  동경 129.020361°
- 하부 다대포층의 판상 층리
북위 35° 03′ 52.2″ 동경 129° 01′ 13.0″ / 북위 35.064500°  동경 129.020278°
- 역암과 처트편 노두
북위 35° 03′ 51.5″ 동경 129° 01′ 13.6″ / 북위 35.064306°  동경 129.020444°

### 장산

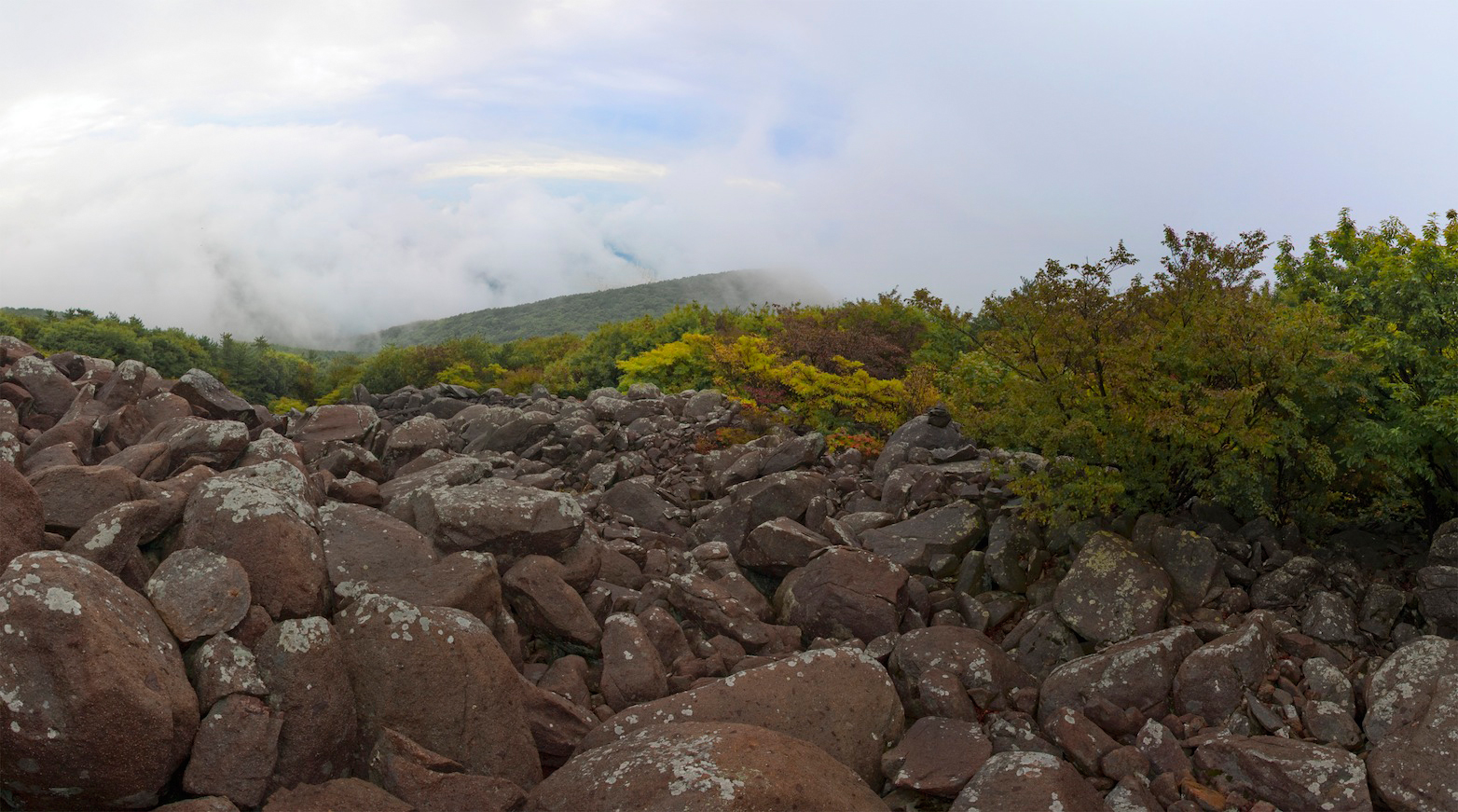
장산의 암석

약 7-6천만 년 전 격렬했던 유문암질 화산활동으로 분출된 화산재, 용암, 화쇄류로 이루어진 장산에는 산악인들이 너덜(겅)이라 부르는 돌밭이 유난히 많다. 너덜은 암벽에서 떨어져 나온 바위들이 비탈면에 쌓여 돌밭을 이룬 것으로 돌서렁으로도 불린다. 돌서렁은 주로 암석이 물리적 풍화작용에 의해 절리(암석의 틈)를 따라 깨어지고, 오랜 시간에 걸쳐 산의 경사면을 따라 아래로 무너져 내리면서 만들어진 것이다.

### 금정산
금정산은 약 7-6천만 년 전 지하 깊은 곳에서 화강암질 마그마가 식어 굳어진 화강암이 융기하여 만들어진 산으로, 다양한 화강암 풍화지형과 역사 유적지가 분포한다. 금정산 화강암은 석영과 정장석이 많이 포함되어 있는 것이 특징이며, 먼 옛날엔 지하 8~10 km의 땅속에 묻혀 있었다. 지하에서 식어 굳어진 이 화강암은 약 6~7천만 년 전 마그마가 경상 분지의 퇴적암과 화산암 속을 관입한 것이며, 그 후 화강암을 덮고 있던 퇴적암(금정봉 일대)과 화산암(범어사 북쪽)이 침식되어 없어지며 화강암이 지표에 드러나게 되었다. 금정산 화강암체는 화강섬록암, 흑운모 화강암, 토날라이트, 아다멜라이트 및 미문상화강암으로 구성된다.
금정산 장군봉과 고당봉 사이 산지에는 습지가 발달한다. 금정산 습지의 기반암은 각섬석화강암이며, 습지 주변의 각섬석화강암과 유문암질암 절리의 주향은 대체로 남-북, 동서-방향, 북동-남서 방향이다. 또한 습지에 가까울수록 암석의 강도가 낮아지고 풍화도는 높아진다. X-선 회절분석에 의하면, 습지의 토양 시료에는 장석의 풍화 산물인 카올리나이트 등의 광물이 존재하며 칼륨과 나트륨 이온의 농도가 높게 나타난다.

## 지하수
김항묵(1994)는 영도 지역의 지하수 환경을 연구하였다. 이 지역에서는 도시 개발로 지하수 수요가 급증하고 이웃한 주택 간의 지하수 영향 문제가 법정 투쟁으로 비화되는 사례가 빈발하였다. 영도의 지질은 대부분 화산 활동으로 생성된 유천층군의 유문석영안산암으로 암석이 치밀해 공극의 연결이 거의 없고 수문학적으로도 불투수층으로 분류된다. 그러나 영도는 기반암을 절단하는 동래 단층과 인접하여 파쇄대와 소규모 단층들에 수반된 절리들이 다수 발달하고 있다. 이로 인해 기반암 내의 지하수가 파쇄대와 절리, 단층 균열 등을 통해 유동하고 있다. 영도구 동삼1동에서는 북서 52° 및 북동 38°방향의 파쇄대를 따라 지하수가 유동하고 있다.
함세영 외(2006)는 사상구 공단지역 지하수의 수질을 분석하였다. 이 지역의 지질은 경상 누층군 유천층군의 안산암과 안신암질 응회암과 흑운모 화강암으로 구성된다. 지하수에는 염수에서 유래한 것으로 보이는 나트륨, 칼륨 이온과 산업 폐수에서 유래한 것으로 보이는 염소, 황산, 질산 이온 등이 있다. 비소 이온은 모두 음용수 기준치(0.05 mg/L) 이내이다. 총용존물질(TDS) 그리고 염분농도는 낙동강에 가까운 지역에서 높게 나타나고 있다.
류상훈 외(2007)가 고속철도 시추공과 지하수공을 분석한 결과 부산광역시 도심부의 전체적인 지하수 유동은 고지대인 북서쪽에서 저지대인 남서쪽으로 일어나고 있다. 지하수위는 대체로 지표면 아래 -4~8 m에 위치하나 일부 지역에서는 지하수위가 비정상적으로 많이 낮다. 부산광역시 남구 대연동에서는 지표면하 -50 m, 동래구 사직동은 -38 m, 동구 영주동은 -36 m, 금정구 장전동은 -32 m, 부산진구 부전동과 양전동은 -28 m이다. 이는 지하수 사용량이나 부산 도시철도 지하철 내로의 지하수 배출량 때문인 것으로 보인다.
류상훈 외(2008)는 부산 도시철도 4호선(2008년 당시 공사 중, 2011년 개통) 수안역에서 서동역까지의 시추공을 조사하였다. 이 지역의 기반암은 안산암질암이며 그 위에 풍화대와 충적층 그리고 매립토가 있다. 매립토의 두께는 최대 5.5 m이며 충적층은 서동에서 25 m, 안락교차로 부근에서 20 m 내외이다. 동래 단층은 온천천을 따라가며 서동 부근에는 동래 단층의 부차 단층으로 추정되는 단층이 존재한다. 동래 단층으로부터 멀어질수록(서동역 쪽으로 갈수록) 수리전도도가 감소하는 것으로 분석하였다.
오윤영 외(2011)는 1930년대 수행된 지하수 시추 결과를 분석하고, 부산진 저지대와 수영강 유역에 다량의 지하수가 부존되어 있어 지하수 개발 가치가 충분하다고 보았다. 낙동강 유역과 영도는 지하수가 풍부하지 않아 개발에 부적합하다.

## 부산광역시의단층
부산광역시에는 양산 단층을 위시하여 양산 단층대의 일부인 동래 단층과 일광 단층이 북북동-남남서의 주향으로 통과한다. 주 단층인 양산 단층은 서쪽의 낙동강을 따라, 동래 단층은 동래구를, 일광 단층은 일광읍을 지나간다. 동래 단층과 일광 단층은 모두 부산광역시 지역에서 처음 보고되었으며 그 이름도 각각 부산광역시 동래구와 기장군 일광읍에서 유래되었다.

### 양산 단층
동래 지질도폭 보고서(1978)에 의하면 양산 단층은 부산광역시 서쪽, 낙동강 본류를 따라 발달하며 낙동강 하굿둑을 지나 남해로 간다. 이 단층에 의해서 서쪽이 하강하고 동쪽 지괴가 상승하였다.

### 일광 단층
일광 단층(日光斷層, Ilgwang Fault)은 대한민국 경상 분지 남동부 부산광역시 해운대구 송정동과 일광읍에서 울산광역시 울주군 온양읍으로 이어지는 북북동-남남서 주향의 주향 이동 단층이다. 양산 단층대 일부인 일광 단층은 동래-월내도폭(1978)에서 처음 보고되었으며 선상구조를 기준으로 할 때 단층의 연장은 최소 45 km이다.
일광 단층은 울산광역시 온양읍에서 시작해 단층의 이름이 유래된 부산광역시 기장군 일광읍을 지나 해운대구 송정동 송정해수욕장에서 바다로 들어간다. 김지수 외(2003)는 지구물리탐사를 통하여 일광 단층대의 폭이 150~180 m이며 트렌치 조사에 근거하여 단층핵이 단층비지, 단층각력 그리고 단층파쇄암으로 구성된다고 보고하였다. 하상민 등(2016)은 일광 단층에 대한 트렌치 조사 결과를 바탕으로 일광 단층은 백악기 암석과 고신생기초 암맥들을 약 1.2 km의 우수향 수평변위로 절단하였으며 신생대에 좌수향 및 우수향의 주향 이동운동을 겪은 것으로 보고했다. 일광 단층의 주 단층대는 국도 제14호선과 거의 평행하게 달리며 울산과 부산의 도시화로 인해 노두로서 인지하기는 어렵다. 하지만 이 일대에는 일광 단층의 운동에 의해 수반된 다양한 규모의 부차(subsidiary) 단층들이 확인된다. ESR 연대측정 결과 일광 단층과 그 주변 단층들의 최후기 운동 시기는 약 2~3백만 년 전 이후이며 그 이후에도 약 50~60만년의 주기로 수 회의 단층 활동이 발생했다.
부산광역시 내에서 일광 단층 노두의 위치는 다음과 같다.
| 위치                                                         | 좌표                                                                          | 지질                        | 주향                  | 경사                    | 성향              | ESR 연대측정값   | 비고                                                                               |
| ------------------------------------------------------------ | ----------------------------------------------------------------------------- | --------------------------- | --------------------- | ----------------------- | ----------------- | ---------------- | ---------------------------------------------------------------------------------- |
| 부산광역시 기장군 장안읍 명례리                              | 북위 35° 22′ 27.4″ 동경 129° 15′ 45.1″ / 북위 35.374278° 동경 129.262528°     | 경상 누층군 함각력안산반암  | 북서 14/18° 북동 3/4° | 남동 62/75° 남동 27/60° | 역단층성 주향이동 | 최저 1180±160 ka | 고리원전에서 북서로 7 km                                                           |
| 부산광역시 기장군 정관읍 병산리                              | 북위 35° 21′ 03.72″ 동경 129° 11′ 34.06″ / 북위 35.3510333° 동경 129.1927944° | 안산암질 응회암             | 북동 3°               | 남동 25°                |                   |                  |                                                                                    |
| 부산광역시 기장군 장안읍 반룡리                              | 북위 35° 20′ 28.07″ 동경 129° 15′ 35.10″ / 북위 35.3411306° 동경 129.2597500° | 데사이트질 응회암           | 북동 1~3°/북서 9°     | 북서 69~74°/남서 75°    | 우수향 주향이동   |                  |                                                                                    |
| 부산광역시 기장군 장안읍 좌동리                              | 북위 35° 19′ 41.2″ 동경 129° 14′ 42.7″ / 북위 35.328111° 동경 129.245194°     | 안산암질암                  | 북동 24°              | 남동 72°                | 우수향 주향이동   | 540±60 ka        | 고리원전에서 서로 5 km                                                             |
| 부산광역시 기장군 장안읍 월내리                              | 북위 35° 19′ 29.8″ 동경 129° 15′ 48.20″ / 북위 35.324944° 동경 129.2633889°   | 데사이트질 응회암과 암맥    | 북동 16°/북동 11°     | 북서 35°/북서 46°       |                   |                  | 고리원전에서 서로 2.7 km                                                           |
| 부산광역시 기장군 장안읍 좌천리                              | 북위 35° 19′ 26.98″ 동경 129° 13′ 47.76″ / 북위 35.3241611° 동경 129.2299333° | 경상 누층군 이천리층        | 북서 4°               | 북동 82°                |                   |                  | 프리미엄아울렛 주차장                                                              |
| 부산광역시 기장군 장안읍 좌천리 장안고등학교 북서 400 m 지점 | 북위 35° 19′ 15.9″ 동경 129° 14′ 0.9″ / 북위 35.321083° 동경 129.233583°      | 경상 누층군 이천리층        | 북동 15°              | 북서 38°                | 역단층            |                  | 고리원전에서 서로 5 km 역단층의 경사이동운동을 최후기에 겪은 제4기 단층으로 판단됨 |
| 부산광역시 기장군 일광읍 삼성리                              | 북위 35° 15′ 25.6″ 동경 129° 13′ 31.1″ / 북위 35.257111° 동경 129.225306°     | 경상 누층군 이천리층 미사암 | 북동 8°               | 남동 72°                | 우수향 주향이동   |                  | 부산기장경찰서 북쪽                                                                |
| 부산광역시 기장군 기장읍 청강리                              | 북위 35° 13′ 12.47″ 동경 129° 12′ 48.16″ / 북위 35.2201306° 동경 129.2133778° | 경상 누층군 이천리층        | 북동 45°              | 남동 70°                | 우수향 주향이동   |                  | 지층 수직                                                                          |

### 동래 단층

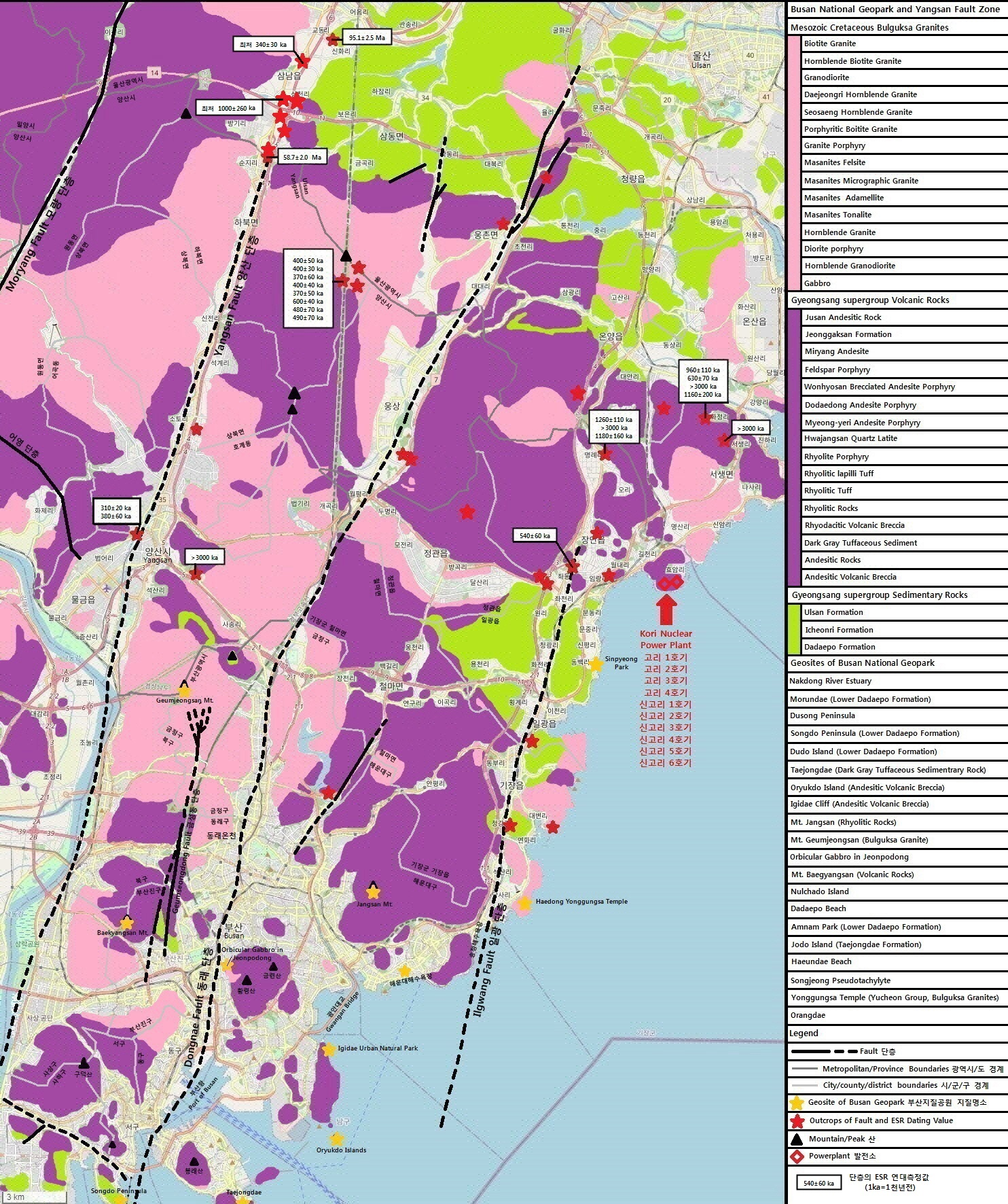
양산 단층대 남부의 동래 단층과 일광 단층의 모습.

양산 단층 다음으로 선형성이 뚜렷한 동래 단층은 경북 경주시 외동읍에서 울산광역시 범서읍, 웅촌면과 서창동 지역을 지나 부산광역시 금정구, 동래구 및 영도로 이어지는 북북동-남남서 주향의 단층이다.
동래 단층은 양산 지질도폭(1964)과 언양 지질도폭(1972)에서 오복 단층이라는 이름으로 처음 기재되었다가, 이후 동래 지질도폭(1978)에서 처음으로 동래 단층으로 명명되었다. 장태우와 추장오(1998)는 양산시 웅상읍과 웅촌면 일대의 동래 단층을 조사하고 단층비지(fault gouge)에 대한 K-Ar 절대연령측정에 의해 열수변질을 수반한 동래 단층의 주요 활동 시기는 신생대 고제3기에 해당하는 51.4∼57.7 Ma와 40.3∼43.6 Ma으로 보고하였다. 동래 단층은 경주시 외동읍 구어리 일대에서 울산 단층과 교차하는 것으로 해석된다. 동래단층은 북북동 주향으로 일직선으로 연장되는 교과서적인 단층이 아니라, 다소 다른 방향성을 가지는 여러 조의 단층 분절(segment)들이 모여서 단층대를 형성하는 것으로 알려져 있다. 동래 단층은 울산 북부에서는 대체로 북북동 방향으로 연장되나, 울산-양산-언양 일원에서는 국부적으로 북동-남서 방향으로 분지되거나, 북동 10~30°범위에서 1조 또는 여러 조의 방향으로 나타난다.
뚜렷한 선상구조(lineament)를 형성하고 있는 동래 단층은 부산광역시 일대에 넓은 계곡 지형을 형성하고 있어 이곳에는 부산광역시 시가지가 발달한다. 이곳 단층 계곡부는 차별적인 침식작용과 함
께 제4기 동안 상당 기간동안 해침을 받아 해수면 아래에 놓여 있었으며, 일제시대 이후에는 항만 시설의 확충 등 도시 개발을 위해 활발한 매립 사업이 실시된 바 있다. 따라서 이곳에는 제4기 지층이 퇴적되어 있으며 그 하부의 기반암의 경우에도 동래 단층의 영향에 의해 파쇄가 심한 것으로 알려져 있다.
부산 시내에서, 동래 단층은 양정 교차로 서편에서 서면 교차로 동편 그리고 자성대공원 서편을 지나 부산만으로 연장될 것으로 추정된다. 경부고속철도 노선을 따른 지질 단면상에서는 총 9곳에서 기반암 파쇄대가 인지되는데, 시추공들을 조사한 결과 동래 단층의 파쇄대 폭이 남쪽으로 갈수록 50 m 에서 250 m로 넓어진다. 이러한 동래 단층 파쇄대 폭의 변화는 지형적으로 양정 교차로와 서면 교차로 사이의 계곡 폭이 좁으며 남쪽으로 갈수록 그 폭이 넓어지고 있는 사실과 부합하며, 동래 단층이 부산진구 서면 교차로와 양정 교차로 사이 지역에서 분절(segment)된다는 것을 지시한다. 부산 도심지를 지하로 통과하는 경부고속철도 14-3 공구의 경우, 이 구간 내 동래 단층대의 모암(母巖)은 안산암질 응회암으로 단층 점토 입자를 함유하고 있으며 최대 주 응력 방향은 터널 노선 방향과 유사한 남-북 방향이다.
광역적인 선구조를 고려할 때, 부산진구 범천동 부근에서 동래 단층과 교차하는 북북서 주향의 단층은 2002년 금정산 지구 단열조사에서 보고된 바 있는 금성동 단층의 남쪽 연장인 것으로 보인다. 금성동 단층은 경사가 수직에 가까운 남-북 방향의 우수향 주향 이동 단층으로서 금정산성 남문 부근을 중심으로 북쪽 산성마을 방면으로 여러 개로 분기되나 남쪽으로는 하나의 단층으로 만덕고개를 지나 연장되는 것으로 알려져 있다. 이 단층은 서면 교차로보다 남쪽에서 고속철도 노선과 거의 인접하게 나란히 달리고 있어 여러 곳에서 이 단층의 영향으로 형성된 것으로 판단되는 파쇄대들이 인지된다.
부산광역시 내 동래 단층 노두의 위치는 다음과 같다.
| 위치                                           | 좌표                            | 지질                                                   | 주향        | 경사        | 성향   | ESR 연대측정 | 비고 |
| ---------------------------------------------- | ------------------------------- | ------------------------------------------------------ | ----------- | ----------- | ------ | ------------ | ---- |
| 부산광역시 금정구 회동동 정관산업로 절개사면   | N35°14' 05.81", E129°07' 27.92" | 데사이트질 화산쇄설암 및 용결응회암 미문상 화강암 관입 | 북서 50-45° | 남서 70~80° | 우수향 | -            |      |
| 부산광역시 사하구 다대동 다대포해수욕장 해안가 | N35°02' 37.51", E128°58' 18.83" | 다대포층                                               |             |             | 정단층 | -            |      |

### 동래 온천과 동래 단층, 금성동 단층
양산 단층과 동래 단층 사이의 만덕고개-금정산 일대에는 이들 단층과 거의 평행한 북북동 내지 남-북 방향의 금성동 단층과 이와 사교(斜交)하는 북동, 동-서 그리고 북서 방향의 단층들이 존재함이 확인되었다. 금성동 단층은 만덕터널 인근에서 북북동 방향으로 북쪽으로 금정산성 남문으로 연장되며 남문에 이르러 남-북 방향으로 굴곡되면서 여러 개의 소단층들로 분기(spray)되는 양상을 보인다. 이들 분기된 단층들은 금성동 분지 지역을 통과하면서 북북서 방향으로 굴곡되는 특성을 보인다. 따라서 단층 운동에 의해 만들어진 파쇄대의 폭은 북쪽으로 갈수록 넓어진다. 남문 인근에서 관찰된 이 단층의 노두에서는 북동 주향에 경사 남동 70°의 자세를 보이는 단층비지대가 수 cm 의 폭으로 인지되고 비지대 양쪽으로 수 m 의 폭을 갖는 단층 파쇄대가 관찰된다. 금정산성 서문 일대와 만덕동에는 동북동~동-서 방향의 단층이 최소 4개 이상 존재하며 이들 단층 중 서문 일대의 단층은 남-북 방향의 금성동 단층과 교차한다. 또한, 금성동 단층과 동래 단층 사이에도 동-서, 북서, 북동 방향의 단층들이 최소 6개 이상 존재하는데 특히 동래 온천장 서편에는 동-서 방향의 단층이 금성동 단층과 동래 단층을 연결시키고 있다.
금성동 단층은 연장성이 좋은 하나의 불연속면으로 이루어진 교과서적인 단층이 아니라 전단 단열(斷列; 균열)들의 조합으로 이루어진 파쇄대를 형성하고 있는 것으로 보인다. 금성동 단층 파쇄대를 따라 발달하는 암맥들은 지하의 균열을 따라 다수가 존재할 가능성이 높다. 단열의 발달은 일반적으로 지하 4 km 이내에 국한되나 금성동 단층 파쇄 단열면을 따라 염기성 암맥군이 수동적으로 관입하고 있는 것으로 보아 현재 지표에서 관찰되는 단열들은 적어도 지하 3~4 km 깊이까지는 연장될 것으로 보인다.
금성동 산성마을에는 동쪽으로 경사진 단열들이 밀집되어 있으며 이곳에 모인 지하수는 대부분이 동쪽으로 경사진 남-북 방향 단열면을 따라 그리고 남동향으로 경사진 단열들에 의해 동래 온천의 지하로 이동될 가능성이 크다. 동래 온천은 서쪽으로 금정산에 의해, 동쪽으로는 동래 단층에 의해 규제되어 동래구 온천1동에 매우 제한적으로 발달한다. 이는 동래 단층을 따라 발달하는 단층 비지대가 자연적인 지하 차수벽의 역할을 하여 지하수의 흐름을 규제하고 있으며 단층의 동쪽과 서쪽의 지하수 유동 체계가 서로 단절되어 있음을 의미한다. 따라서 온천 1동 지하수의 대부분은 동쪽보다는 서쪽 금정산 지역에서 유입되었을 가능성이 매우 높다. 따라서 금성동 분지에서 모인 물이 단층 파쇄대와 단열을 따라 지하로 유입되어 동래 온천으로 유입될 가능성이 충분하다. 지열수의 순환은 적어도 지하 3,500 m 깊이까지 일어나는 것으로 알려져 있으며, 동래 온천의 지열수 용출 온도는 50.6~66.4°C 이고 동래 온천의 심부 지열수 온도는 약 130°C 로 산정된다. 한반도 동남부의 지하증온률은 km 당 28°C 이므로 130°C에 해당하는 지열원의 깊이는 약 4.1 km 로 산정된다. 동래 온천의 열원과 관련된 금정산의 화강암(Kada, 마산암류 아다멜라이트)의 연대는 중생대 백악기 말로서 지열 개발의 측면에서는 화강암의 연대가 비교적 오래되어 지열수가 130°C의 고온에 도달하기 위해서는 그 순환 깊이가 깊어야 할 것이다. 따라서 구조 지질, 수리 지질, 지화학적 증거들로 볼 때, 금성동 산성마을 분지에서 모인 지하수는 최소한 지하 3~4 km의 깊이까지 순환한 후 동래 온천으로 유입되는 것으로 해석된다.
부산 지역에서 지역적인 수리적 특성을 비교한 결과, 동래 지역의 미고결층은 기반암으로 이루어진 금정산 지역에 비해 10배 이상 더 크게 나타난다. 그러나 양정동과 동구 좌천동 일대 미고결층의 평균 수리전도도는 금정산의 기반암보다 더 작게 나타나는데, 이와 같은 차이를 보이는 이유는 동래 지역의 관측공(孔)들은 동래 단층 내의 주변부 쪽에 가까운 단층 파쇄대에 위차하지만, 부산진구 양정동과 동구 좌천동에 위치한 관측공들은 동래 단층대 중심부의 단층 점토층에 위치하고 있기 때문인 것으로 판단된다. 즉 동래 단층대의 중심부에는 단층 점토가 발달되어 지하수 흐름에 장애가 되는 것을 알 수 있다. 금정산 일대 암반층의 평균 수리전도도는 부산 도심 지역 미고결층보다 낮지만, 일부 관측공에서는 높은 값을 보여준다. 즉, 금성동 지역 관측공의 수리전도도는 금정산 일대의 다른 관측공들에 비해 약 50배 정도 더 큰 값을 보여준다. 이는 동래 단층에 수반되는 하나의 단층인 금성동 단층이 지하수 흐름의 통로 역할을 할 수 있음을 지시한다.

## 부산광역시의 광상과 지하자원

### 일광 동-중석광상
일광 광산은 부산광역시 기장군 일광면 원리에 위치한 광산으로 금,은, 동, 연, 중석이 주요 광종을 이룬다. 광산의 지질은 경상 누층군의 퇴적암과 이를 관입한 화강섬록암 및 석영몬조나이트(monzonite)로 구성된다. 주요 광물은 황동석, 섬아연석, 황철석, 유비철석, 자류철석, 방연석, 회중석, 철망간중석 등이다. 광상 내 각력파이프에서 채취한 견운모의 칼륨-아르곤 연대 측정 결과는 69±2.6 Ma이며, 암주의 주변부에서 채취한 각섬석의 연대는 81 Ma이다. 이로부터 일광광산의 광화작용 시기는 백악기 후기~제3기 전기에 일어난 것으로 추정된다. 1930년 3월 11일 일본의 스미토모 금속광산에서 닛코광산(일광광산)을 개발하였고 해방 이후에도 구리와 텅스텐을 개발하였으나 1994년 폐광되었다. 광산 개발로 광산촌이 형성되었고 현재도 마을에는 일본식 적산가옥과 사택(社宅)등이 남아 있다.

## 같이 보기
- 한국의 지질
- 경상 누층군
  - 다대포층
  - 이천리층
- 부산광역시
- 대한민국 국가지질공원
  - 경북동해안 국가지질공원
  - 청송 유네스코 세계지질공원
  - 의성지질공원